# Scapania nemorea
Scapania nemorea là một loài rêu tản trong họ Scapaniaceae. Loài này được (L.) Grolle miêu tả khoa học lần đầu tiên năm 1963.

## Hình ảnh

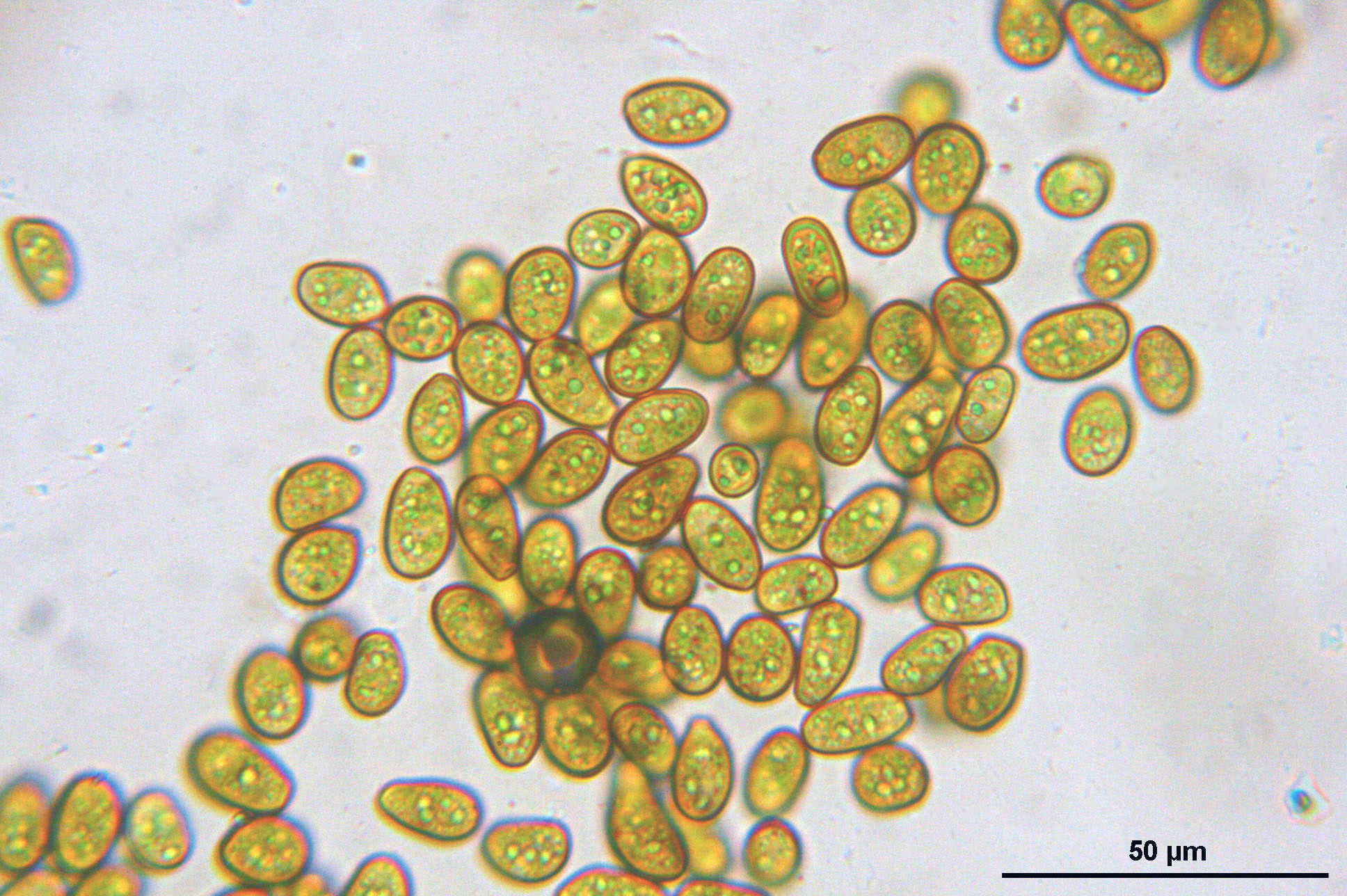
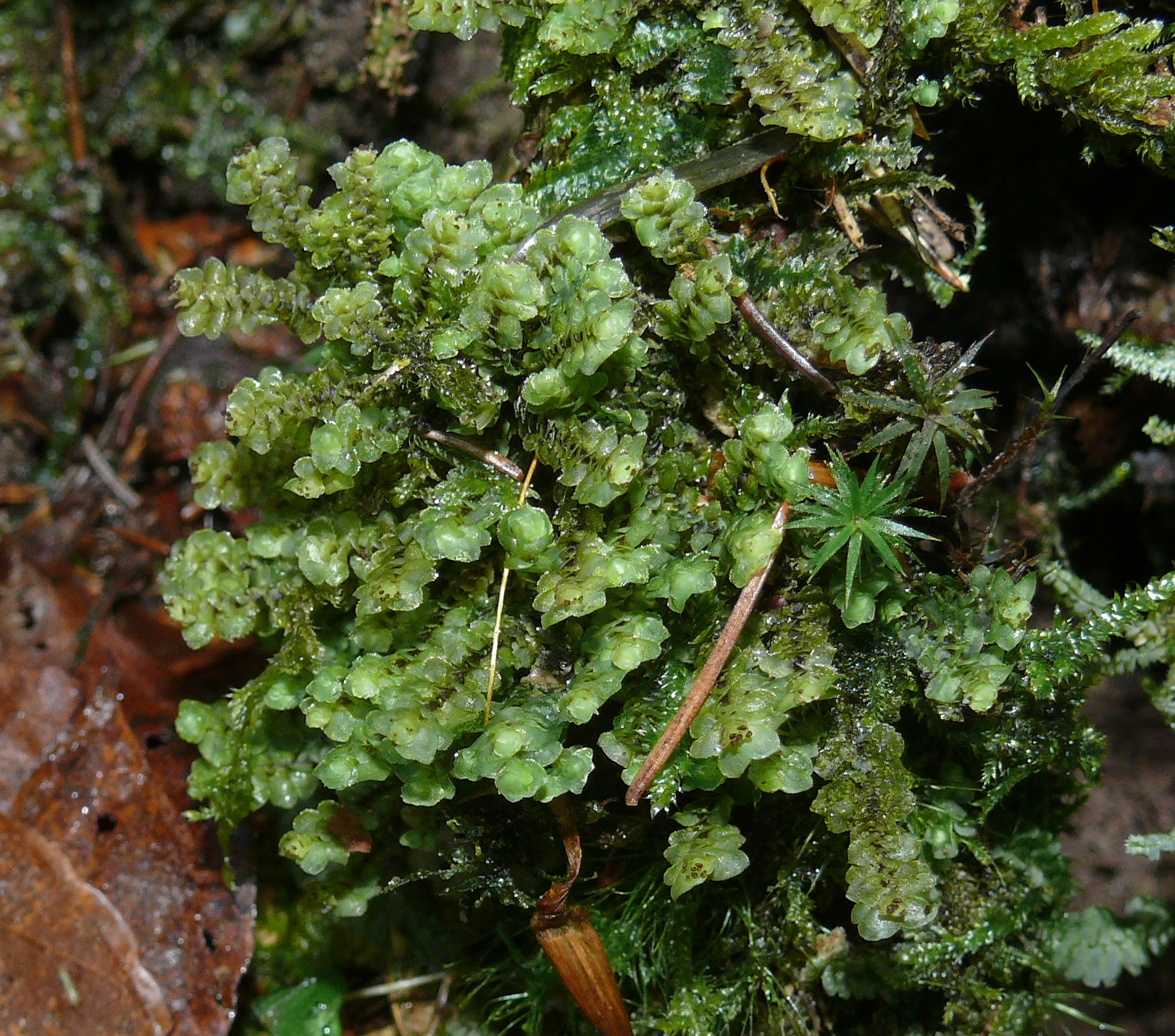
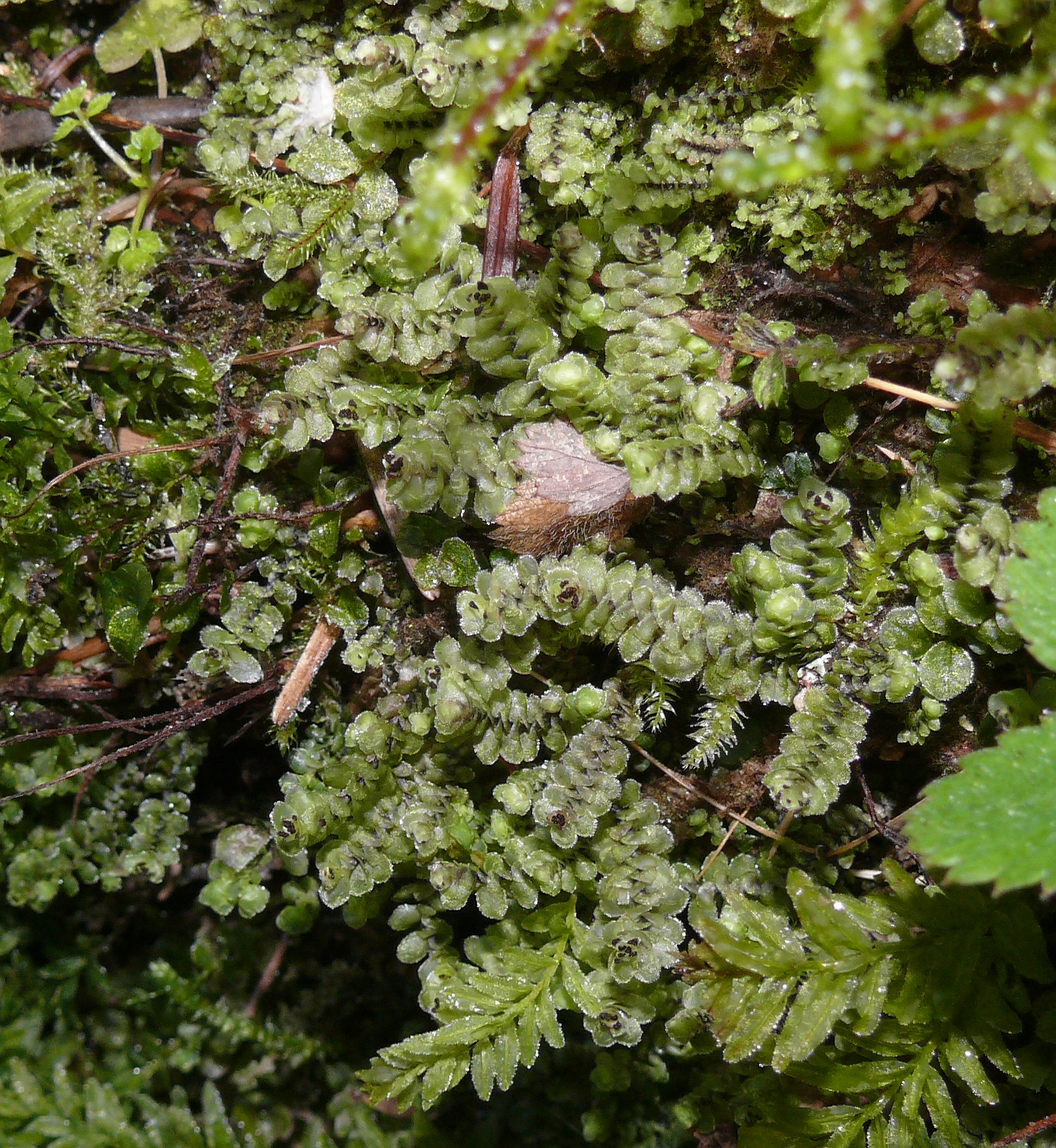
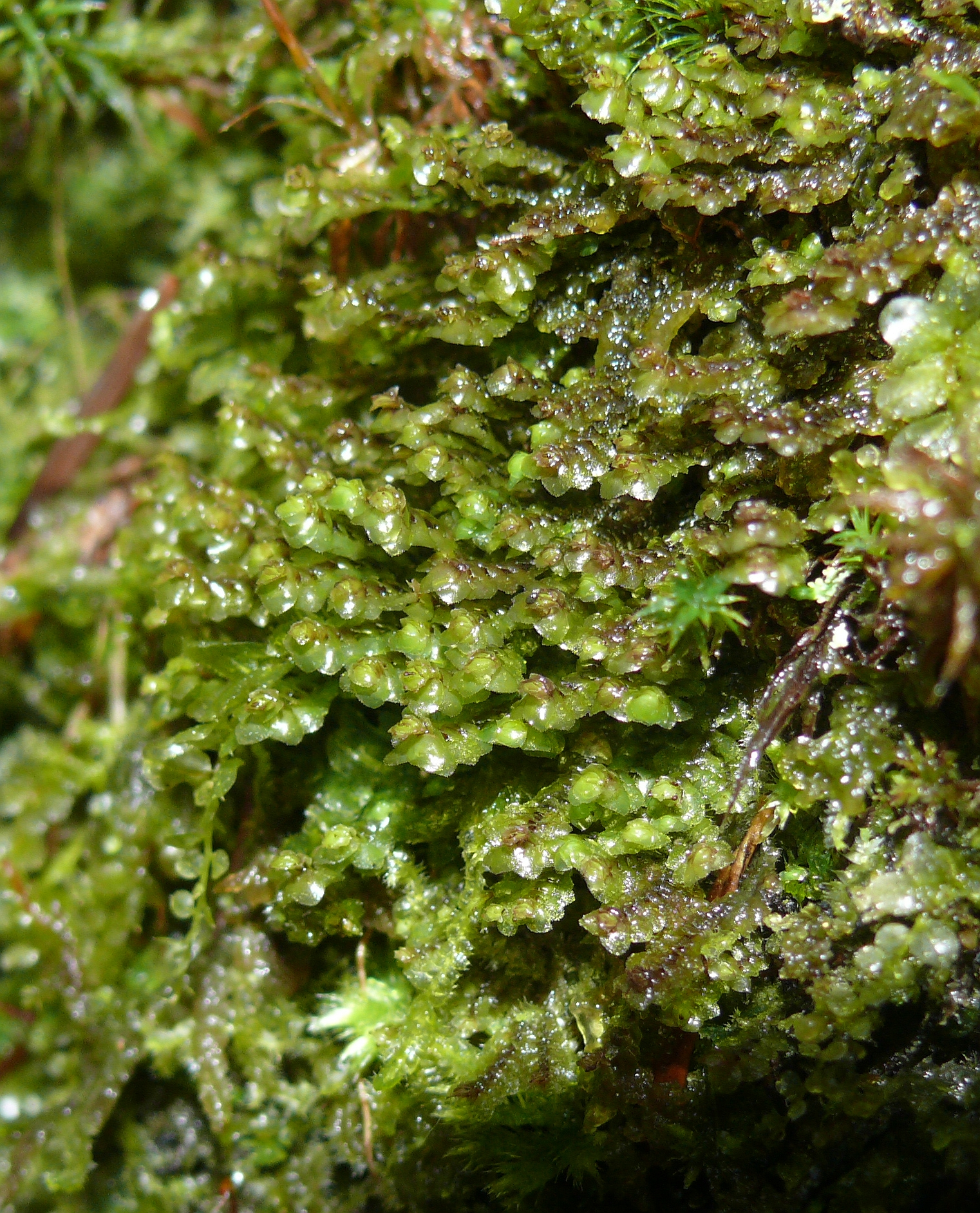